# Ливница „Пантелић”
Ливница Пантелић један је од најстаријих објеката техничког наслеђа на подручју Београда. Као споменик културе. представља културно добро од великог значаја. Налази се у Земуну на углу улица Доситејеве и Лагумске (бивша Гајева) бр. 15.

## Историја
У власништву породице Пантелић, кроз три генерације мајстора-занатлија, постала је позната и афирмисана као „Звоноливница и творница торањских сатова“, са популарним називом „Ливница Пантелић“.
Стару зграду за браварску радионицу и ливницу саградио је 1854. године Ђорђе Пантелић. У прво време то је била мала радионица у трошној приземној кући у којој су се ковали и поправљали ситни предмети за домаћинство.
Њен успон започео је 1870. године са повратком најстаријег Ђорђевог сина Павла Пантелића из Беча и увођењем техничких и занатских новина у процесе производње. У то време мала радионица прерасла је у ливницу торањских сатова за цркве, школе и важније градске палате. Паралелно са израдом сатова, радионица је почела да лије звона за школе, суднице и надлештва да би убрзо почела производњу и великих црквених звона.
Након Павлове смрти 1924. године, породичну традицију наставио је његов рођак Тома Пантелић који је наставио да унапређује процес производње. Нове потребе захтевале су нови и већи радни простор, па је из тих разлога радионица детаљно реконструисана 1926. године, када је по плановима земунског градитеља Јосифа Маркса. Тада је Ливница добила садашњи изглед и просторну организацију.

## Опис
Приземна зграда има неправилну основу, са одговарајућом диспозицијом зависном на занатским поступцима и технолошким процесима. Њен простор чине ковачница, браварска радионица, стара и нова ливница са ливачким пећима, магацин и канцеларија. Ливница је добила нову фасаду, једноставне стилске обраде у духу историцизма, са ритмичним низом прозора истакнутим сведеном, геометријском декорацијом прозорских шембрана и засеченим углом наглашеним богатијом пластиком са примесама необарока. Дворишне фасаде обрађене су скромно без примене декоративне пластике. На кровним равнима издижу се димњаци, од којих онај који се користио у ливници и данас доминира својом висином.
Архитектоника угаоног сегмента објекта надвишеног лучним тимпаноном, имала је сат израђен у Ливници изнад кога је била написана година оснивања и метално звоно на венцу, просторно одређује његов положај на углу улица. На бочним атикама некада се налазио натпис са именом власника исписан на два писма – ћирилици и латиници.
Ово здање представља ретко сачувану занатску радионицу јединственог производног програма. Поседује и архитектонско-урбанистичке и ликовне вредности, као објекат који маркира угао на старој матрици и учествује у формирању амбијента двеју улица (Доситејеве и Лагумске) и визуре ка Гардошу.
Ливница Пантелић се развила од браварске радионице у специјализовано предузеће за ливење звона и израду торањских сатова, поставши у овој области једна од најчувенијих, позната и ван граница Аустроугарске Царевине. Зграда ливнице сведочи и о значају занатства за развој Земуна и целокупног подручја. Зграда је сада напуштена, у лошем је стању и препуштена пропадању иако је као споменик културе од великог значаја у надлежности Завода за заштиту споменика културе града Београда. Планирано је да у просторијама ове зграде буде формиран Музеј занатства али се за то није имало пара, па су сачувани стари алати и инвентар, пренети у депое Музеја града Београда и Српског дома.

## Галерија
- Изглед из Доситејеве улице
- Угао Доситејеве и Лагумске улице
- Изглед из Лагумске улице
- Забат зграде ливнице
- Простор за сат и звонце